# گتیزبرگ (پنسیلوانیا)
گتیزبرگ، پنسیلوانیا (به انگلیسی: Gettysburg, Pennsylvania) یک شهرک و borough of Pennsylvania در ایالات متحده آمریکا است که در شهرستان آدامز، پنسیلوانیا واقع شده‌است.

## خصوصیات
گتیزبرگ ۴٫۳ کیلومترمربع مساحت و ۷٬۶۲۰ نفر جمعیت دارد و ۱۷۰٫۰۸ متر بالاتر از سطح دریا واقع شده‌است.